# Dedicare
Dedicare är ett auktoriserat bemannings- och rekryteringsföretag i vårdbranschen. Företaget har varit verksamt sedan 1996 och bemannar vården både i Sverige och i Norge. Huvudverksamheten är uthyrning och rekrytering av läkare, sjuksköterskor och socionomer till privata vårdgivare, offentliga vårdgivare, Sveriges landsting och norska staten.
Företaget har funnits sedan 1996 och avknoppades år 2011 från Poolia och är sedan maj samma år noterat på Nasdaq OMX Stockholm.